# Braque de l'Ariège
Pour les articles homonymes, voir Braque (chien).
Ne doit pas être confondu avec Ariégeois (chien).
Le braque de l'Ariège est une race de chien originaire de l'Ariège en France. Il s'agit d'un chien d'arrêt issu d'un croisement avec le braque français. De type braque, la robe de couleur orange ou marron est fortement panachée de blanc.

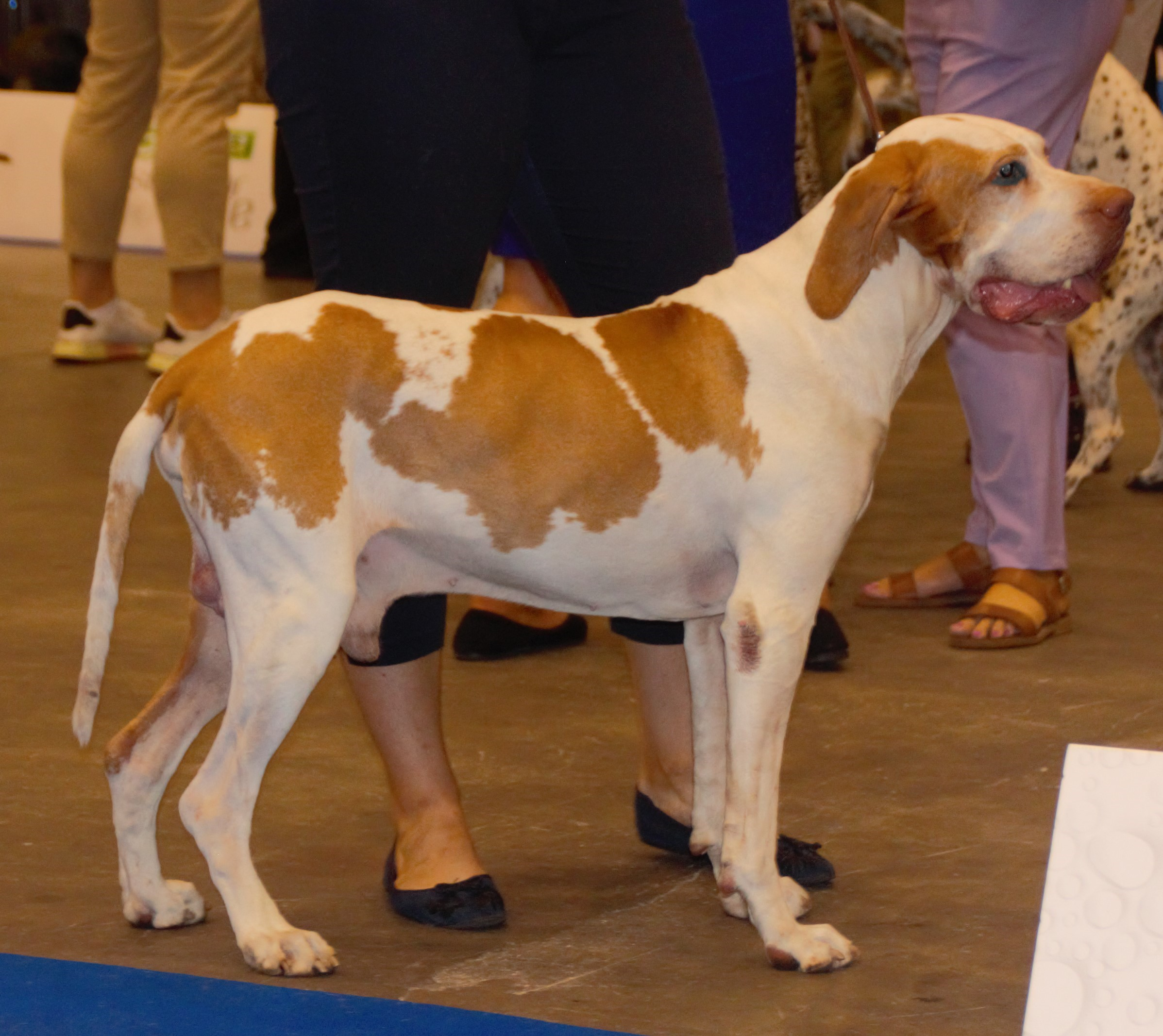

## Dénomination
La race a été désignée sous les dénominations de « braque de Toulouse » et « braque du Midi ». Le nom « braque de l'Ariège » lui a été donné parce que les premiers éleveurs vivaient en Ariège.

## Historique
Le braque de l’Ariège est probablement issu de croisements réalisés au XIXe siècle entre des braques français de type Charles X et des braques de souche méridionale de robe blanche et orange, afin d'obtenir un chien de chasse plus actif et léger. Il ressemble aux chiens blancs et orange peint sur des tableaux de Jean-Baptiste Oudry détenus au Louvre et à Versailles, et des cynologues lui ont attribué ce chien comme ancêtre. Le braque de l'Ariège était utilisé comme un chien de chasse en plaine et aux bois par les chasseurs du sud-ouest de la France. 
Toutefois, après la Seconde Guerre mondiale, la race est très peu représentée et vivote grâce à des éleveurs passionnés qui fournissent les chasseurs locaux. En 1990, une équipe d’éleveurs décide de se dévouer à sa survie et le Club du Braque de l'Ariège est créé cette année-là pour sauvegarder et promouvoir la race. Il n'y avait alors plus aucun chien inscrit au livre des origines français (L. O. F.) depuis 1964. À la fin des années 1990, une centaine de sujets étaient inscrits et le nombre de naissances est en progression.

## Standard
Le braque de l’Ariège est un chien de type braccoïde de construction puissante et robuste, mais sans lourdeur et d’un aspect vigoureux. Les membres sont secs, les muscles saillants et aux lignes bien définies. Attachée dans le prolongement de la ligne de la croupe, la queue est forte à sa racine et va en s’amincissant. La queue est généralement raccourcie au 4/10e, la queue longue est admise. Assez fines, longues, attachées à la hauteur de la ligne de l’œil ou en dessous, les oreilles ne sont pas accolées à la tête. Les yeux sont bien ouverts, légèrement ovales. Le regard est doux, franc et intelligent. L’iris est de couleur ambre foncé ou marron selon la couleur de la robe. 
Le poil du braque de l’Ariège est serré, brillant, court, plus fin et ras sur la tête et sur les oreilles. Les couleurs préférées sont le fauve orangé pâle ou le marron, fortement panaché de blanc. Certains chiens sont même blanc truité ou moucheté. 

## Caractère
Le standard FCI décrit le braque de l'Ariège comme adapté à tous les types de chasse. Il est résistant, docile et facile à éduquer. 

## Utilisation
Le braque de l'Ariège est un chien d'arrêt polyvalent.